# Gebsattel (Adelsgeschlecht)

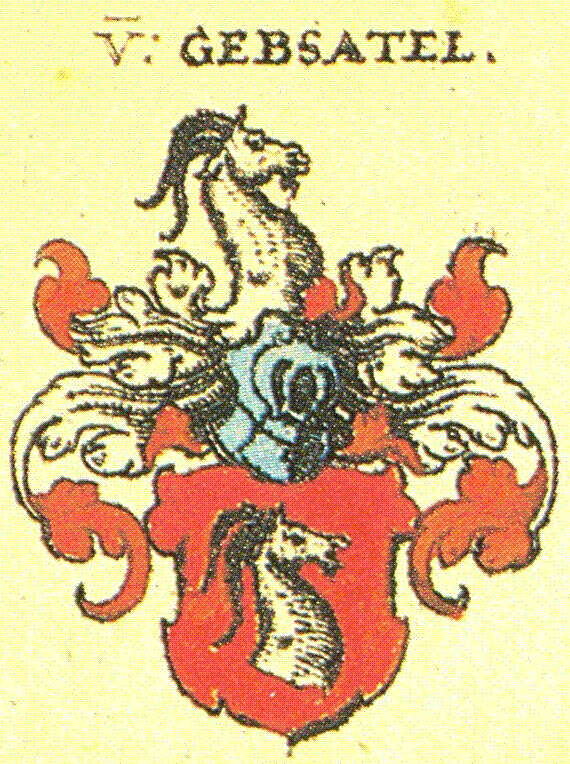
Wappen der Familie von Gebsattel aus Johann Siebmachers Wappenbuch

Gebsattel ist der Name eines alten fränkischen Adelsgeschlechts. Die Herren und Freiherren von Gebsattel gehörten zur fränkischen Reichsritterschaft. Ihr Stammsitz Gebsattel ist heute eine Gemeinde im Landkreis Ansbach.

## Geschichte
Die Gebsattel stammen wohl aus der Ministerialität der Grafen von Comburg. Erstmals wird das Uradelsgeschlecht im Jahre 1240 mit Arno de Gebesedele nachgewiesen. Der Stammsitz in Gebsattel ging ihnen aber bald verloren. Träger des Namens von Gebsattel werden seit dem 13. Jahrhundert häufiger in unter- und mittelfränkischen Urkunden genannt.
Bereits im 14. Jahrhundert existierten drei Linien: eine zu Trennfeld (die um 1560 auch das Schloss Homburg am Main erbaute, wo sie fürstbischöflich würzburgische Amtleute waren), eine zu Acholshausen (Burg Vogtsberg) und eine dritte mit dem Beinamen Rack von Burgbernheim bzw. Rack von Uffenheim (als Vögte auf Burg Uffenheim). Die beiden letzten erloschen allerdings schon im 16. Jahrhundert; um 1500 befand sich auch der Hohe Bau in Röttingen an der Tauber in ihrem Besitz.

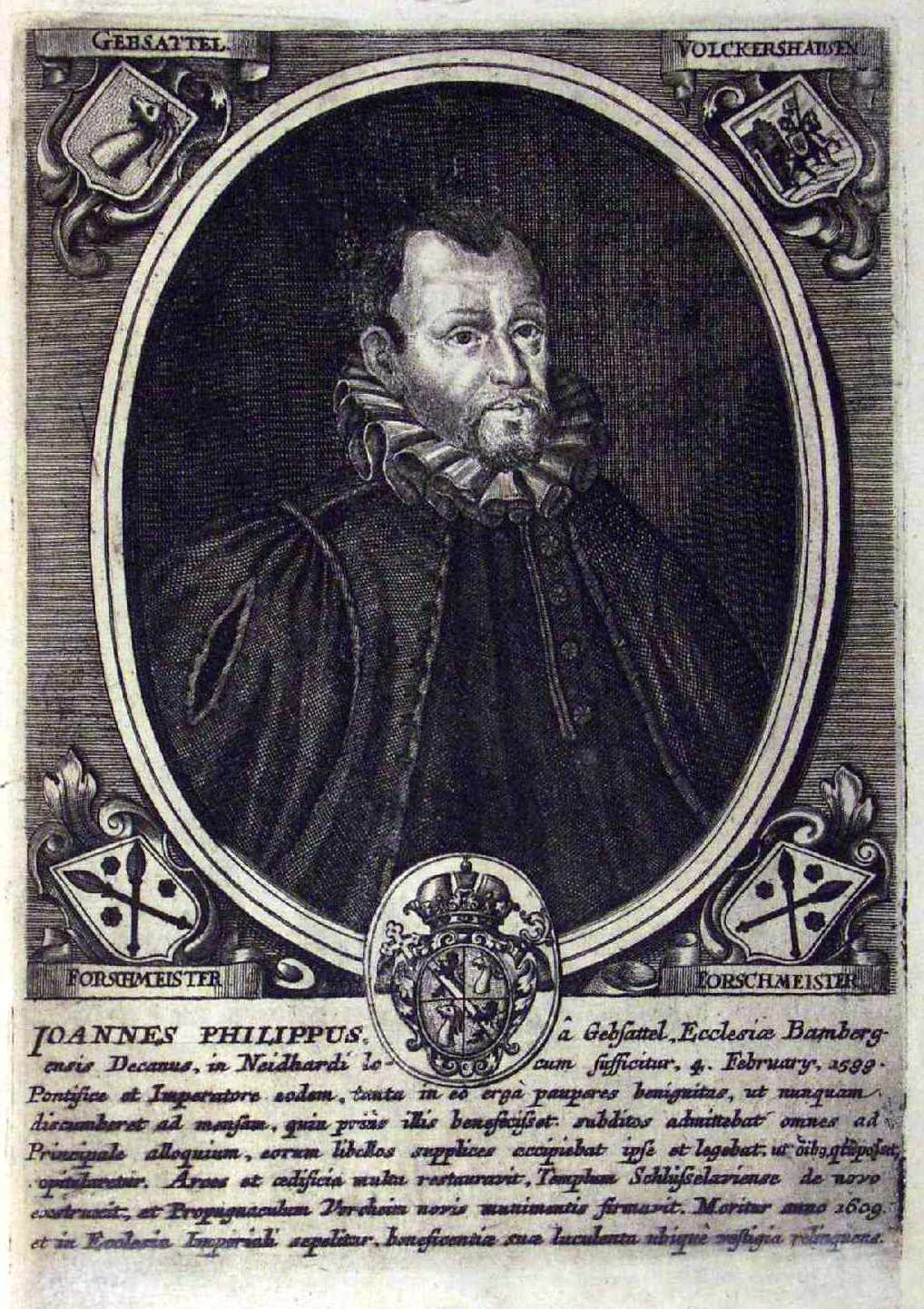
Johann Philipp von Gebsattel (1555–1609), Fürstbischof von Bamberg

Nach Verlust des Amts in Homburg (1629) konnte vom Amt Fladungen aus ein neuer Besitzschwerpunkt in der Rhön aufgebaut werden. Der dortige fürstbischöfliche Amtmann Otto Wilhelm von Gebsattel heiratete Ursula Forstmeister von Rothenkolben, die Erbtochter des Gutes Lebenhan.
Vom 16. bis zum 18. Jahrhundert gehörten die Herren von Gebsattel wegen des Besitzes bzw. Teilbesitzes von unter anderem Lebenhan (Schloss Löwenhain, 1629 bis 1865), Haselbach, Burglauer (Burg Lure), Sondheim und Leutershausen zur Reichsritterschaft im Ritterkanton Rhön-Werra des Fränkischen Ritterkreises. Anfang des 16. Jahrhunderts waren sie außerdem im Ritterkanton Baunach und während des 17. Jahrhunderts im Ritterkanton Odenwald immatrikuliert.
Trotz zeitweiliger protestantischer Neigungen wurden zahlreiche Familienangehörige als Stiftsadelige in den fränkischen Domkapiteln aufgeschworen. Johann Philipp regierte 1599–1609 als Fürstbischof von Bamberg, Daniel Johann Anton war ab 1748 Weihbischof in Würzburg und Lothar Anselm amtierte ab 1818 als erster Erzbischof von München und Freising.
Wegen ihrer Zugehörigkeit zur Reichsritterschaft wurden die Herren von Gebsattel nach deren Ende 1816 im Königreich Bayern bei der Freiherrenklasse der Adelsmatrikel eingetragen.
Nach dem Verlust des Ritterguts Lebenhan 1865 traten die Gebsattel in bayerische Militärdienste, darunter der General Lothar Augustin Daniel von Gebsattel (1745–1824) und die Generäle der Kavallerie, Konstantin von Gebsattel und Ludwig von Gebsattel. Letzterer war Befehlshaber des Königlich Bayerischen III. Armee-Korps während des Ersten Weltkrieges.
Aus der Trennfeld-Lebenhan-Sondheimer Linie erwarb 1901 Freiherr Konstantin von Gebsattel den Stammsitz Schloss Gebsattel für die Familie zurück. Er ließ dieses durch Gabriel von Seidl im Stil der Neorenaissance um- und teilweise neu bauen. Das Gut befindet sich bis heute im Besitz der Familie.

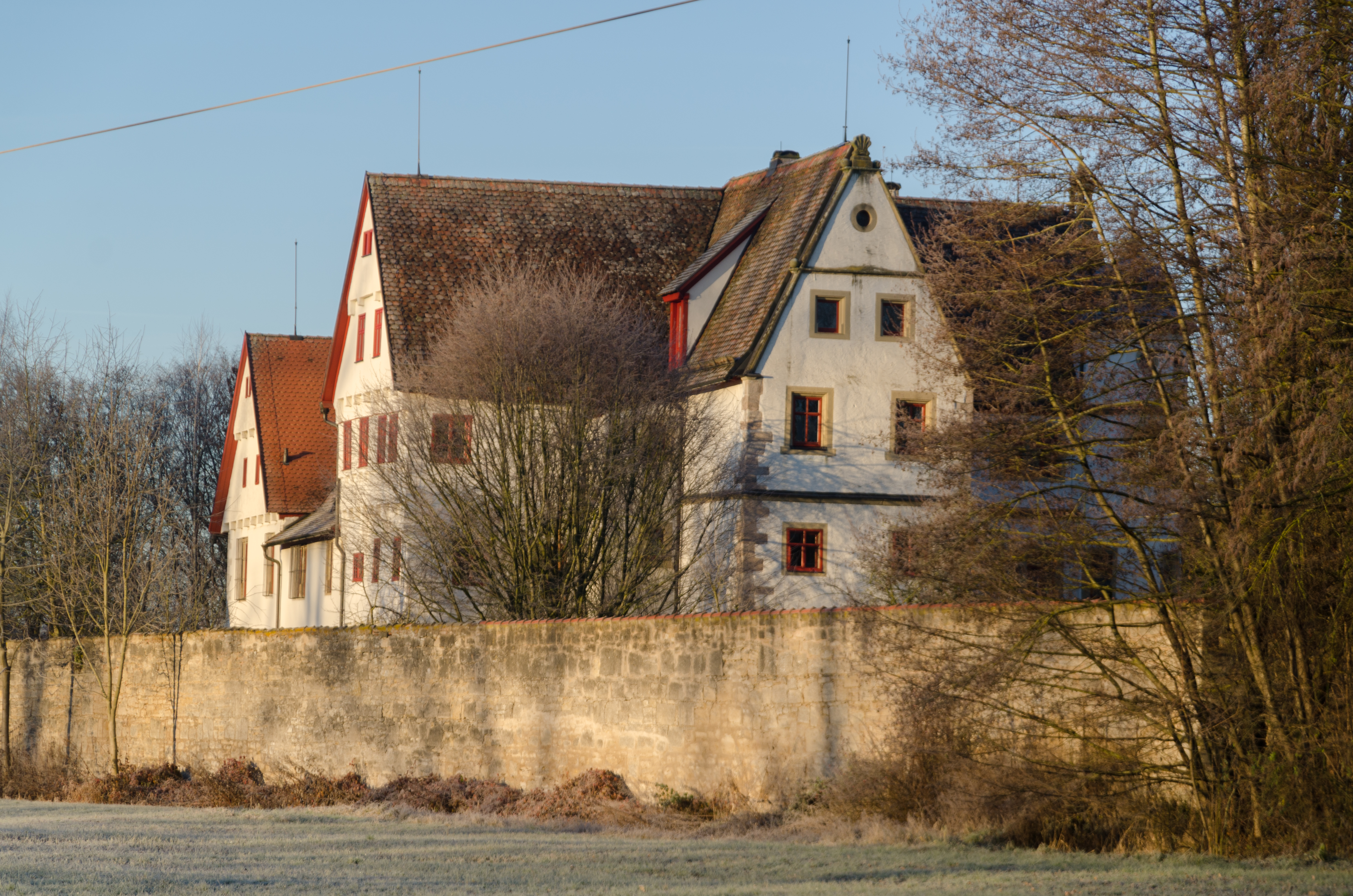
Schloss Gebsattel
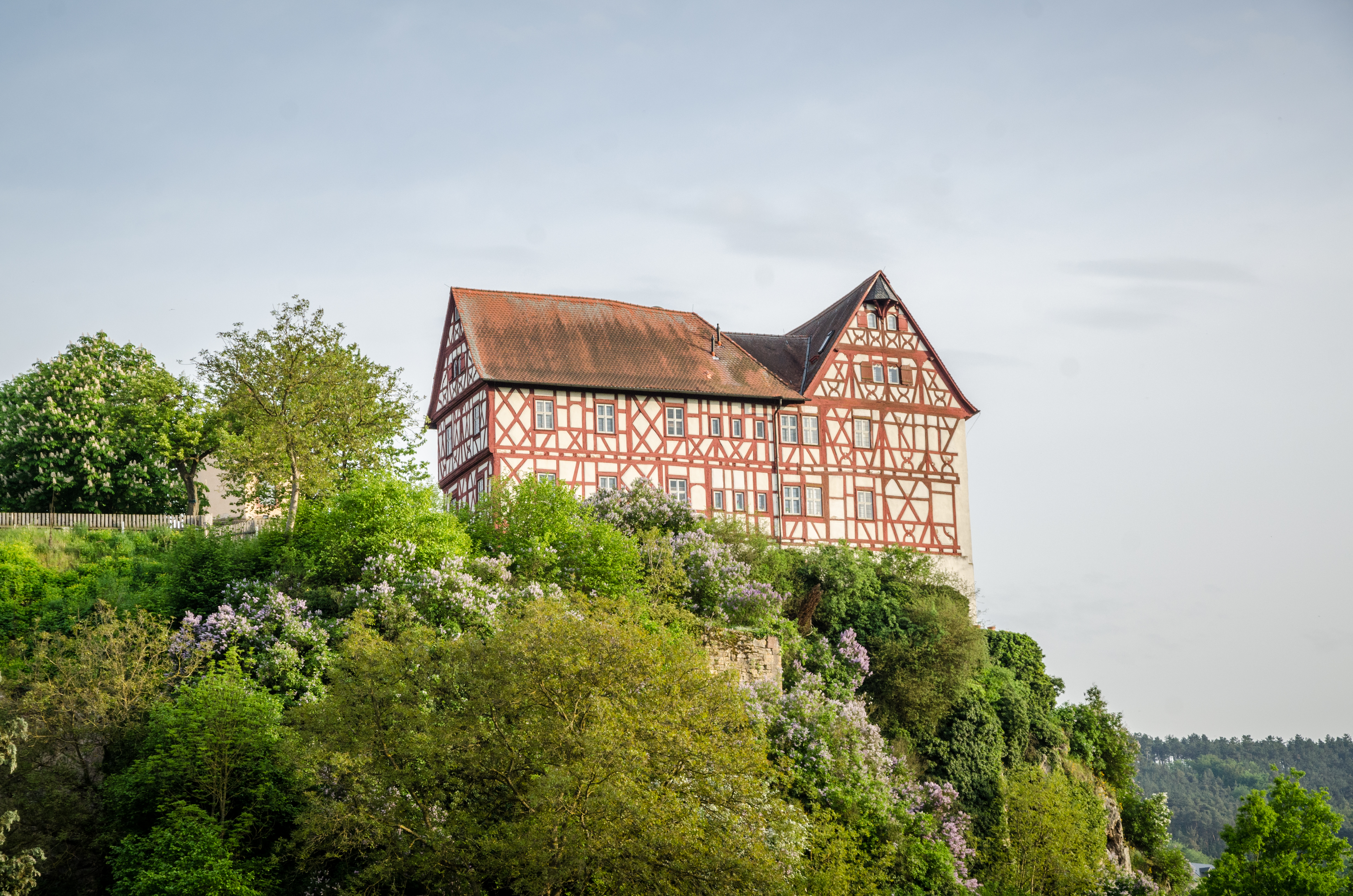
Schloss Homburg am Main
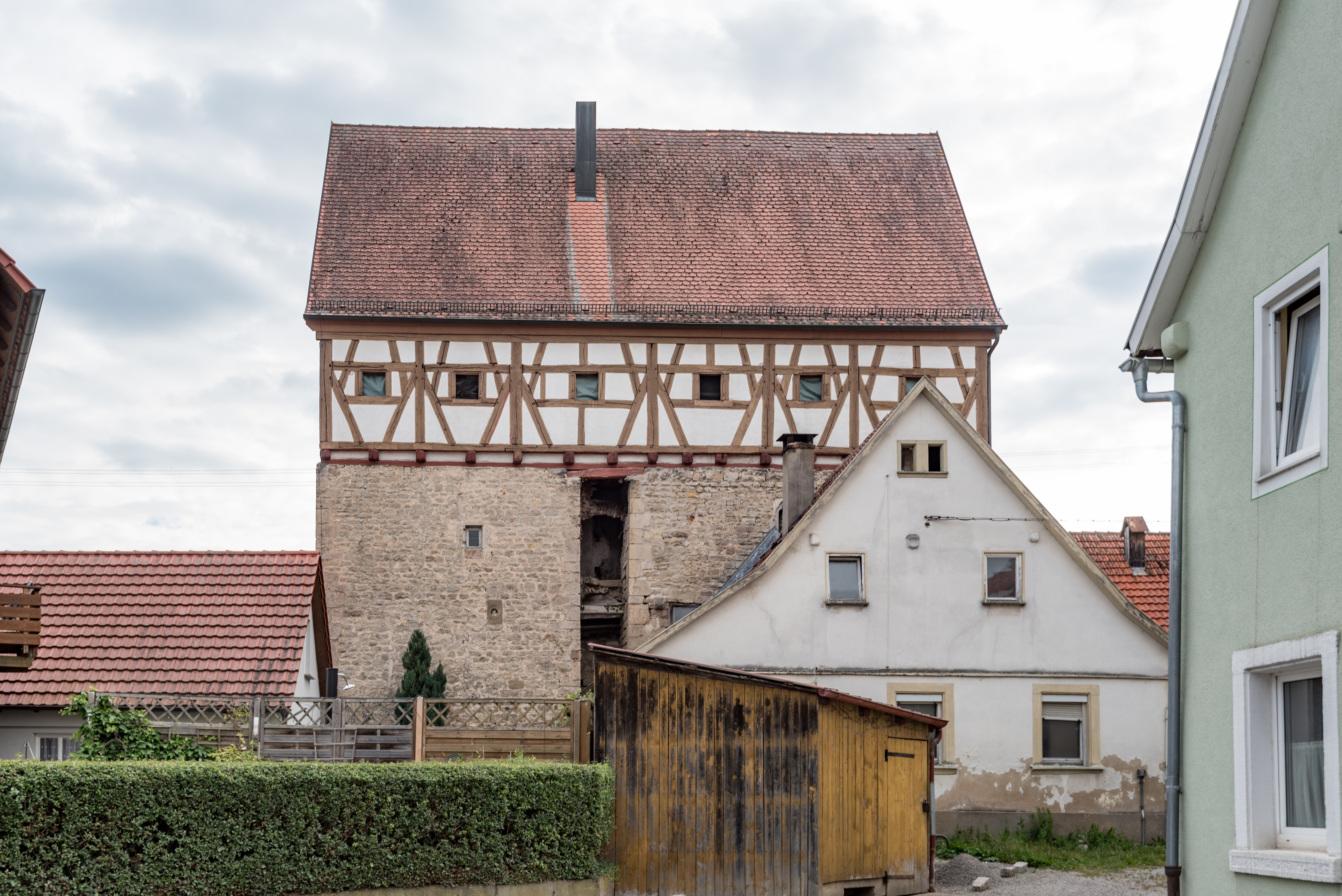
Hoher Bau in Röttingen
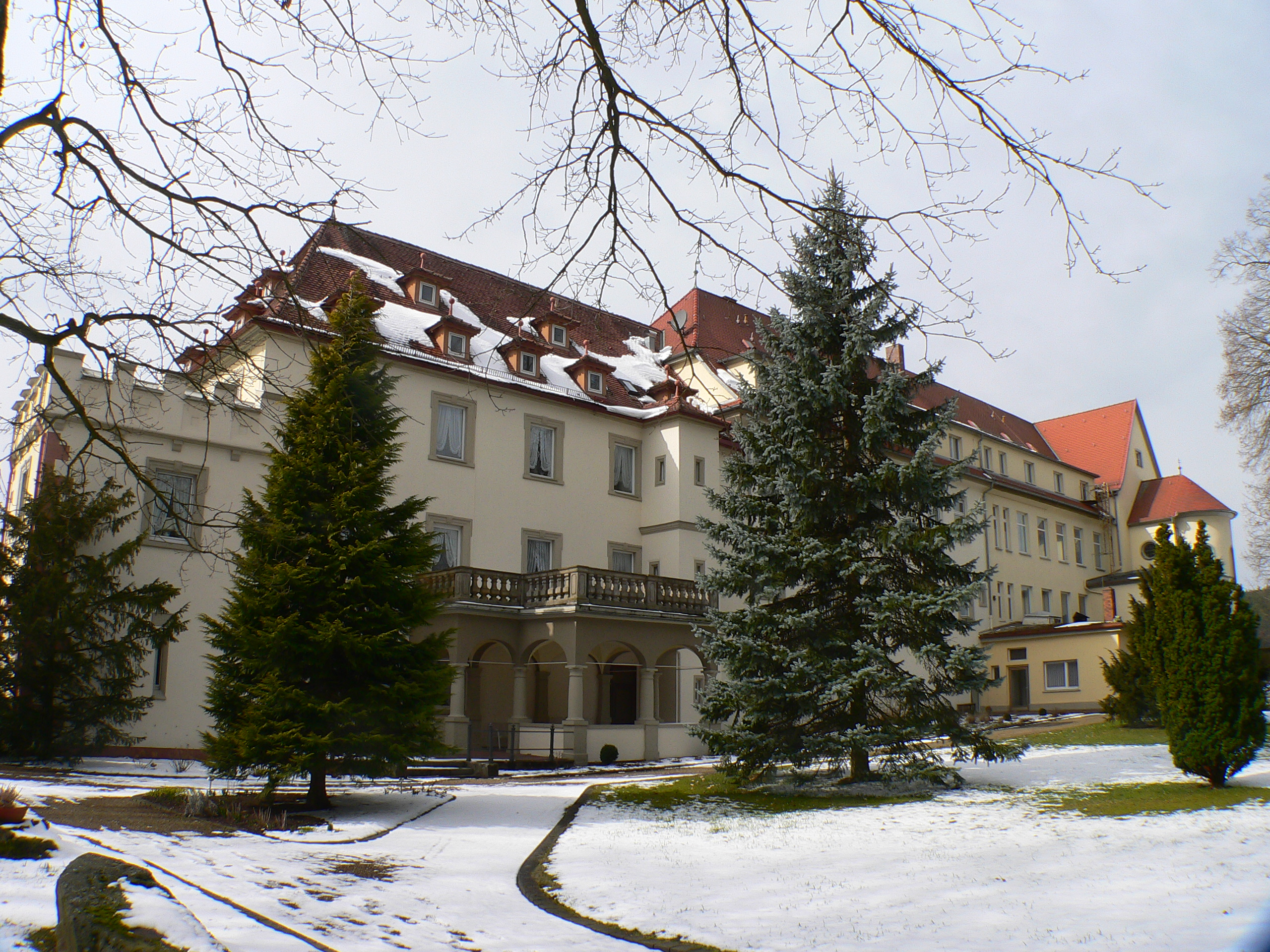
Schloss Löwenhain in Lebenhan
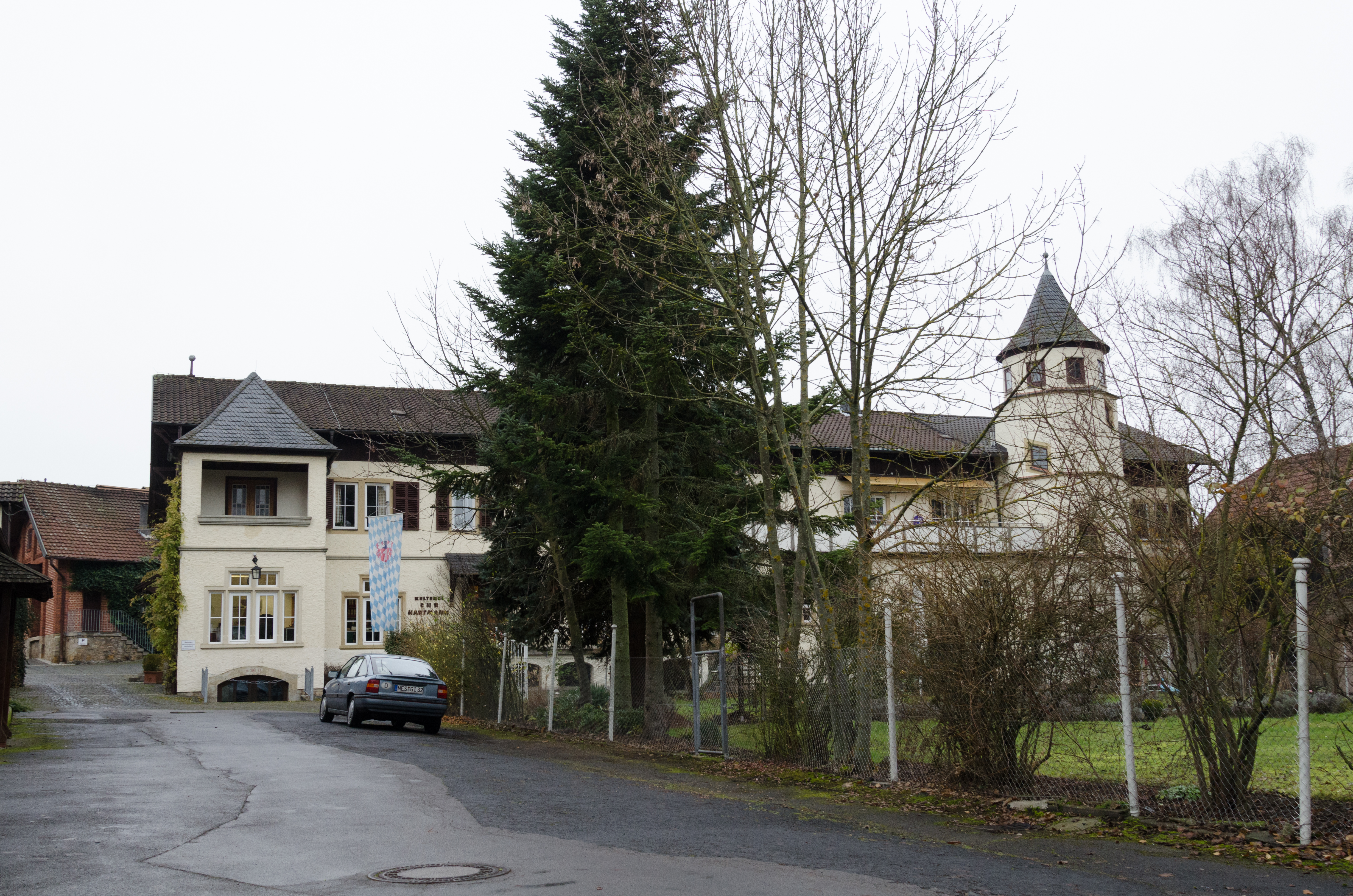
Schloss Sondheim

## Wappen
Das Wappen zeigt in Rot einen silbernen Bockshals mit schwarzen Hörnern. Auf dem Helm steht eine Figur wie auf dem Schild. Die Helmdecke ist rot-silbern.
Der Bockshals aus dem Gebsatteler Familienwappen erscheint noch heute in einigen Unter- und Mittelfränkischen Gemeindewappen.

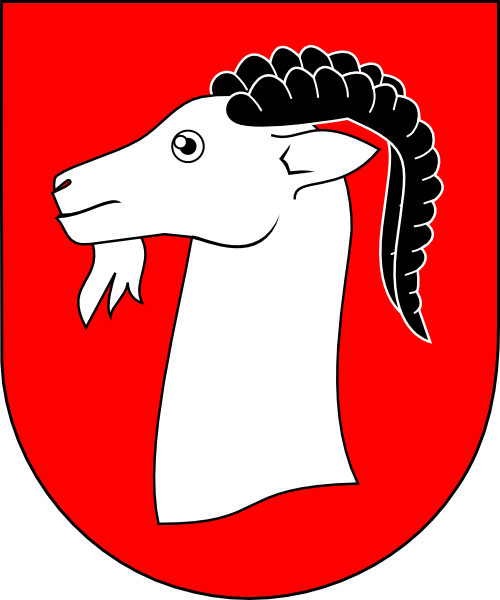
Wappen
Wappen der Gemeinde Sondheim vor der Rhön
Wappen der Gemeinde Gebsattel

## Namensträger

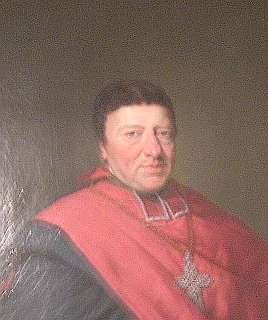
Lothar Anselm von Gebsattel (1761–1846), Erzbischof von München-Freising

- Siegmund von Gebsattel genannt Rack, würzburgischer Ritter, der 1494–97 den damals Rockenhof genannten Hohen Bau zu Röttingen an der Tauber umgebaut hat, brachte 1492 einen Bericht über fünf Turniere zu Papier, an denen er 1484–87 in Stuttgart teilgenommen hatte.[2]
- Johanna von Gebsattel (gestorben 1565) – Epitaph in der Marienkapelle (Würzburg)[3]
- Michael von Gebsattel (gestorben 1565) – Epitaph in der Marienkapelle (Würzburg)[4]
- Johann Philipp von Gebsattel (1555–1609), Fürstbischof von Bamberg 1599–1609, Grabmal in der Kirche St. Michael
- Daniel Johann Anton von Gebsattel (1718–1788), Weihbischof in Würzburg von 1748 bis 1788
- Lothar Anselm Freiherr von Gebsattel (1761–1846), Erzbischof von München und Freising
- Konstantin Freiherr von Gebsattel (1854–1932), bayerischer General der Kavallerie, ab 1914 stellvertretender Vorsitzender des Alldeutschen Verbandes, später des Deutschen Schutz- und Trutzbundes
- Ludwig von Gebsattel  (1857–1930), bayerischer General der Kavallerie, Inspekteur der Kavallerie, Kommandierender General des III. Armee-Korps
- Marie von Gebsattel  (1885–1958), Oberregierungsrätin, Ordensschwester und Oberin der „Marienschwestern von Hl. Ludwig Maria Grignion“
- Viktor Emil von Gebsattel (1883–1976), deutscher Mediziner und Schriftsteller